# Blanco (maison d'édition)
Pour les articles homonymes, voir Blanco.
Blanco est une maison d'édition française de bande dessinée grand public.
Elle a été créée en 1987 par Guy Leblanc — fils de Raymond Leblanc, fondateur du Journal Tintin — qui a travaillé 22 ans aux Éditions du Lombard. Après avoir cédé ses parts dans cette société au groupe Média participations, Guy Leblanc répondait au souhait d'auteurs qui désiraient diversifier leurs éditeurs. Des problèmes chez les distributeurs des albums ont été à l'origine de l'arrêt de cet éditeur en 1994.

## Principales réalisations
- Brougue, 2 tomes, par Franz
- BB de BD, 3 tomes, par Didgé
- Hazel et Ogan, 2 tomes, par Norma et Bosse
- Ardoukoba, 2 tomes, par Georges Ramaïoli et Aubert
- Gotcha, 2 tomes, par Humblet et Dufaux
- Bernard Prince, 1 tome, par Édouard Aidans et Greg